# Herb Żarnowa
Herb Żarnowa – symbol miasta i gminy Żarnów.

## Wygląd i symbolika
Herb przedstawia na tarczy w polu herbowym błękitnym pięć złotych kłosów zboża, złączone z kamieniem dolnym żarna. Jest to tzw. herb mówiący, nawiązujący do nazwy gminy.
Według informacji na stronie heraldycznej Andrzeja Kupskiego, symbol ten jest nieoficjalny.
Historyczny, XVIII-wieczny herb miasta przedstawiał św. Marcina na koniu.